# Rhipidura kubaryi
Rhipidura kubaryi е вид птица от семейство Rhipiduridae.

## Разпространение
Видът е разпространен в Микронезия.